# 清水光美
清水 光美（しみず みつみ、1888年（明治21年）3月16日 - 1971年（昭和46年）5月5日）は、日本の海軍軍人。最終階級は海軍中将。

## 経歴
長野県東筑摩郡島立村（現・松本市）生まれ、旧制松本中学（現・長野県松本深志高等学校）を経て海軍兵学校第36期卒業。同期に南雲忠一や沢本頼雄、塚原二四三などがいる。海軍省人事局第一課長や人事局長といった人事畑を歩み、局長時代に大学の法学部や経済学部、高等商業学校等の卒業生を主計科士官に採用する「短期現役士官制度」を発案。周囲の反対を押し切って導入した。その後、練習艦隊司令官や第三遣支艦隊司令長官を務めた後、潜水艦隊である第六艦隊司令長官となり太平洋戦争を迎えた。
太平洋戦争劈頭の真珠湾攻撃では先遣部隊指揮官として麾下の潜水艦隊を指揮して特殊潜航艇による真珠湾突入を敢行した。1942年2月には、マーシャル諸島のクェゼリン環礁でマーシャル・ギルバート諸島機動空襲に遭遇、空母「エンタープライズ」の艦載機による攻撃を受けて負傷している。その後、治療のため軍令部出仕となった後に第一艦隊司令長官に親補される。しかし、戦艦中心の第一艦隊には出撃の機会はなく、前線に出ることはなかった。1943年6月8日、呉港沖柱島泊地にて停泊中の戦艦「陸奥」が原因不明の爆沈事故を起こし、責任を取らされる形で第一艦隊司令長官を罷免され、翌年予備役に編入された。
1947年（昭和22年）11月28日、公職追放仮指定を受けた。

## 年譜
- 1920年12月1日 - 任 海軍少佐、第一艦隊参謀
- 1925年12月1日 - 任 海軍中佐、潜水母艦「迅鯨」副長
- 1929年11月30日 - 任 海軍大佐
- 1930年2月5日 - 海軍省軍務局第二課長
- 1931年5月1日 - 軽巡洋艦「多摩」艦長
  - 12月1日 - 人事局第一課長
- 1934年11月1日 - 戦艦「伊勢」艦長
- 1935年10月31日 - 佐世保鎮守府参謀長
  - 11月15日 - 任 海軍少将
- 1936年12月1日 - 人事局長
- 1938年12月15日 - 第七戦隊司令官
- 1939年5月20日 - 第六戦隊司令官
  - 11月15日 - 任 海軍中将
- 1940年6月1日 - 練習艦隊司令官
  - 9月30日 - 第三遣支艦隊司令長官
- 1941年7月21日 - 第六艦隊司令長官
- 1942年7月14日 - 第一艦隊司令長官
- 1944年2月21日 - 予備役

## 栄典
- 1910年（明治43年）3月22日 - 正八位[3]
- 1915年（大正4年）2月10日 - 正七位[4]